# ホニー・ウチュアリ
ホニー・アレクサンデル・ウチュアリ・ピンタード（スペイン語: Jonny Alexander Uchuari Pintado、1994年1月19日 - ）は、エクアドルのサッカー選手。エクアドル代表。ポジションはFW。

## クラブ歴
LDUロハの下部組織出身。2011年5月22日にトップチームで初出場。8月14日に初得点。
2014年12月23日にLDUキトに1年契約で移籍。2016年にCSDインデペンディエンテJT、2017年にデポルティーボ・クエンカ、2018年にCDエル・ナシオナルに移籍。

## 代表歴
2014年10月14日に行われたエルサルバドル代表との親善試合でホナタン・ゴンサレスと交代で出場し代表初出場。